# Marcel Leboutte
Marcel Leboutte va ser un futbolista belga que va prendre part en els Jocs Olímpics de París de 1900, on guanyà la medalla de bronze com a porter de la selecció belga, representada per la Universitat de Brussel·les.